# Jornadas sobre Tecnologías de la Información para la Modernización de las Administraciones Públicas
Las Jornadas sobre Tecnologías de la Información para la Modernización de las Administraciones Públicas (TECNIMAP) fueron un congreso celebrado en España entre los representantes del ámbito de las tecnologías de la información y las telecomunicaciones de las distintas Administraciones Públicas, las principales empresas del sector y diversos expertos relacionados con este campo, y que sirvió como punto de intercambio de experiencias, ideas y proyectos en materia de tecnologías de la información y servicios públicos. Su organización correspondía al Consejo Superior de Administración Electrónica.
La primera edición de TECNIMAP se celebró en 1989 (Madrid), y fue seguida por las ediciones de 1991 (Valencia), 1993 (Granada), 1995 (Palma de Mallorca), 1998 (Salamanca), 2000 (Cáceres), 2002 (La Coruña), 2004 (Murcia), 2006 (Sevilla), 2007 (Gijón). En 2010 se celebró su última edición en Zaragoza.
El TECNIMAP de 2012 se celebraría en Bilbao, pero teniendo en cuenta la situación de la Administración en cuanto a las condiciones económicas y presupuestarias, se decidió posponer la celebración de esta XII edición.
De forma paralela, en 2011, empezó a celebrarse una feria anual sobre tecnología y administración pública, el Congreso Nacional de Interoperatividad y Seguridad (actual Congreso Nacional de Innovación y Servicios Públicos), que acabaría siendo calificada como «sustituto natural» del TECNIMAP.